# HOTA, Home Of The Arts

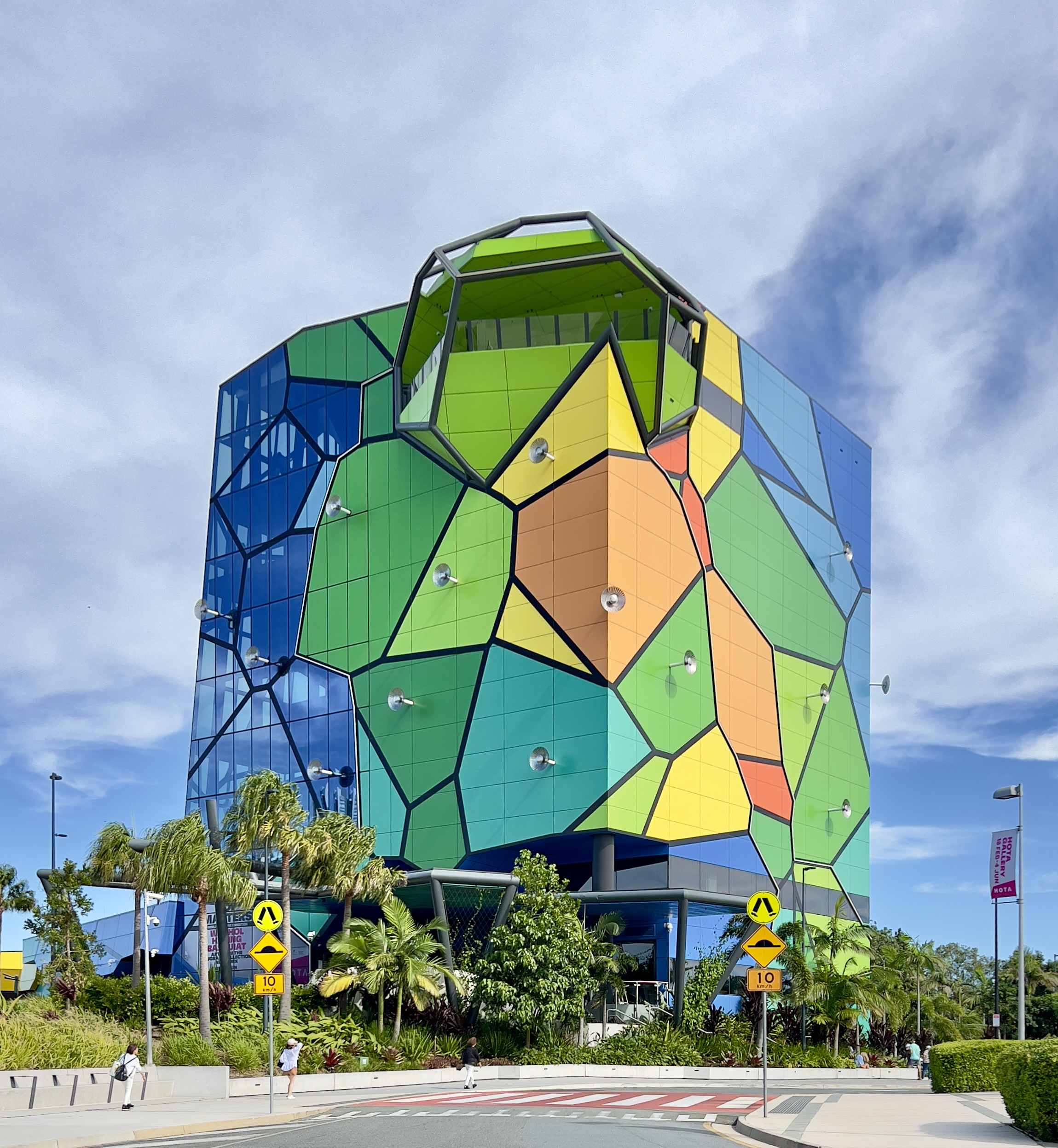
Home of the Arts, Surfers Paradise, Gold Coast, 2023

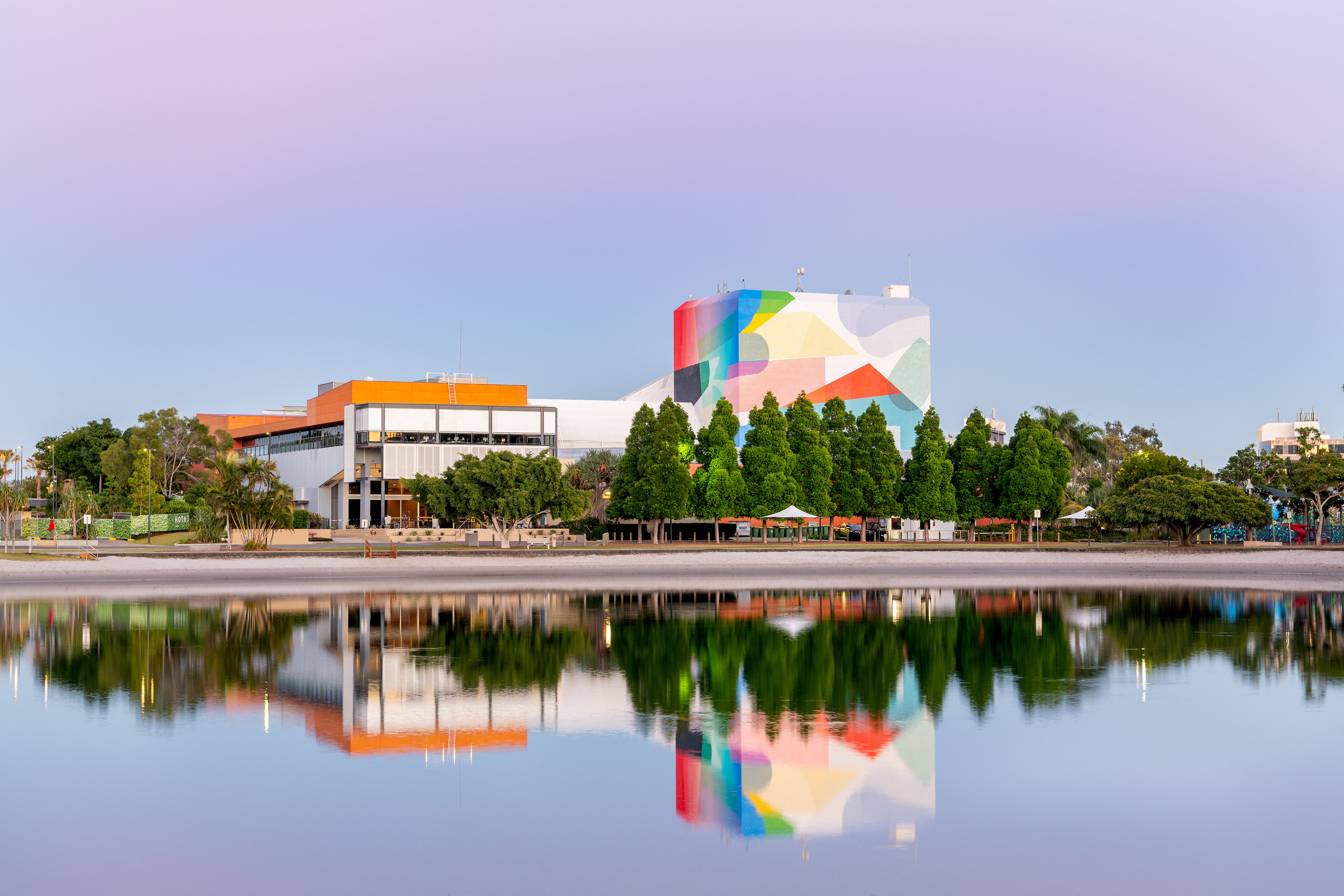
Gesamtansicht

Das Home of the Arts (HOTA) ist ein großer Kulturbezirk an der Gold Coast in Queensland, Australien (70 km südlich von Brisbane). Es versteht sich als Zentrum für Kunst, Kultur und kreativen Ausdruck und bietet eine Reihe von Einrichtungen und Programmen für die Öffentlichkeit.

## Geschichte
HOTA wurde als Teil einer langfristigen Vision der Stadt Gold Coast entwickelt, um ein kulturelles Wahrzeichen zu schaffen. Das Projekt begann 2013 und entwickelt sich kontinuierlich weiter. Das Herzstück ist die HOTA Gallery, die 2021 eröffnet wurde und sich schnell als eine der führenden öffentlichen Galerien Australiens etabliert hat. Die Galerie beherbergt die Gold Coast City Collection mit mehr als 4.500 Kunstwerken. Sie verfügt über sechs Stockwerke mit Ausstellungsräumen, die sich auf zeitgenössische und indigene Kunst konzentrieren.

## Einrichtungen
Die Einrichtungen des HOTA so konzipiert, dass sie unterschiedliche künstlerische Ausdrucksformen ermöglichen.

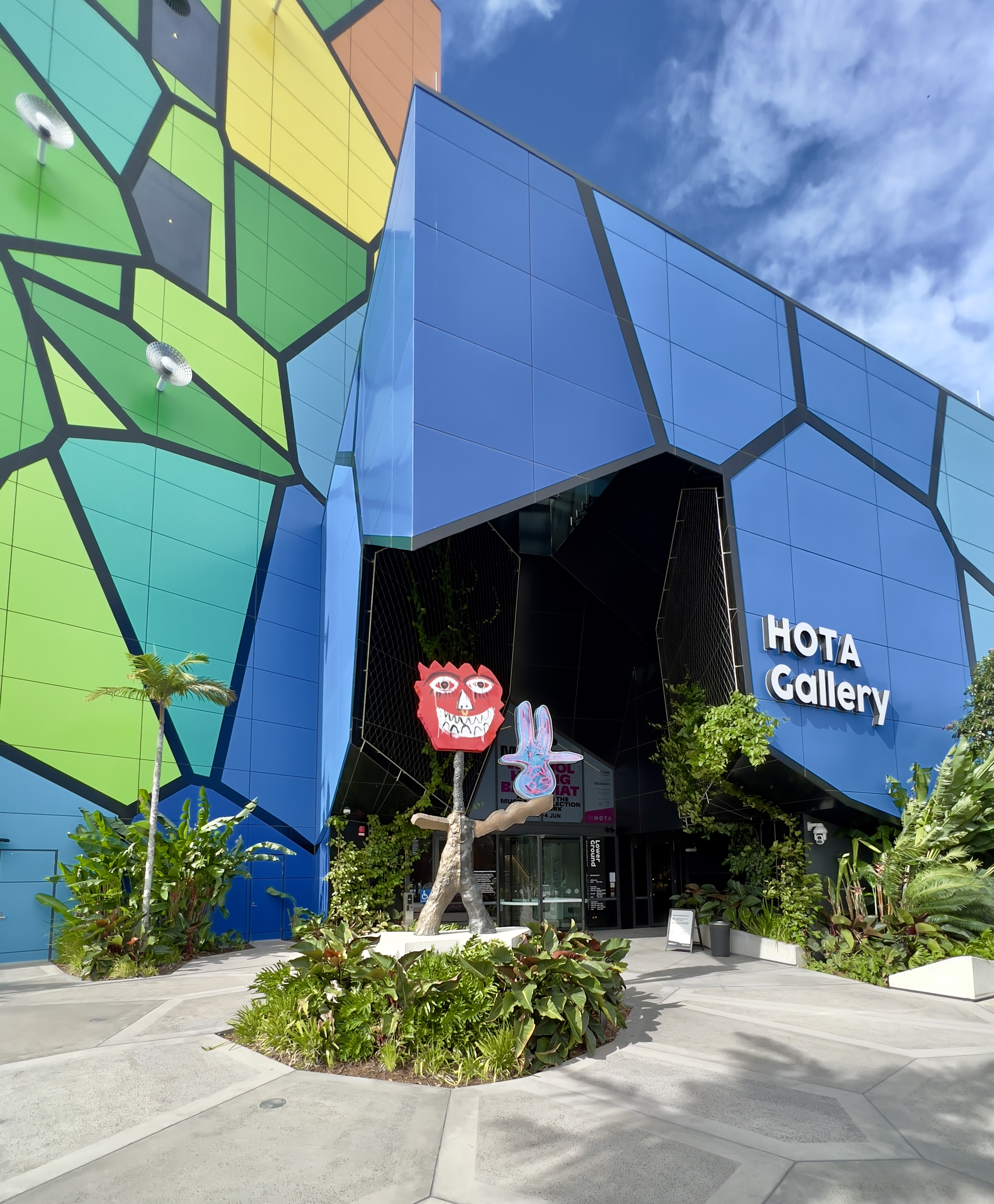
Eingang zur HOTA Gallery

- HOTA Galerie: Das Gebäude verfügt über eine Ausstellungsfläche von mehr als 2.000 Quadratmetern, auf der die permanente Sammlung und Wechselausstellungen gezeigt werden.[2]
- Outdoor Stage: Ein hochmoderner Veranstaltungsort für Live-Konzerte, umgeben von einer Parklandschaft mit Blick auf die Skyline von Surfers Paradise. Sie wurde 2018 mit einem Konzert von Tim Minchin eröffnet.[3]
- Kinos: HOTA beherbergt mehrere Kinos, die Mainstream-, Independent- und ausländische Filme zeigen.[4]
- HOTA Parklands: Der Veranstaltungsort ist von einem tropischen Park mit See, Wanderwegen und Picknickplätzen umgeben, der den Besuchern eine entspannende Umgebung bietet.[5]
- Palette: ein Gourmetrestaurant im HOTA, bietet moderne australische Küche, die oft von aktuellen Ausstellungen inspiriert ist.[6]

## Mission und Vision
HOTA fördert Kreativität und Teilhabe an der Kunst und bietet Erlebnisse, die ein breites Publikum ansprechen – von Ausstellungen und Aufführungen auf Weltklasseniveau bis hin zu Veranstaltungen für die lokale Gemeinschaft. Das HOTA versteht sich als Ort, an dem Kunst, Musik, Film und Diskussionen zusammenkommen. HOTA ist ein langfristiges Projekt, für das weitere Entwicklungen geplant sind, einschließlich der Erweiterung der Veranstaltungsräume und -einrichtungen. 